# Villanova d'Albenga
Villanova d'Albenga é uma comuna italiana da região da Ligúria, província de Savona, com cerca de 1.991 habitantes. Estende-se por uma área de 15 km², tendo uma densidade populacional de 133 hab/km². Faz fronteira com Alassio, Albenga, Andora, Casanova Lerrone, Garlenda, Ortovero.

## Demografia
| Variação demográfica do município entre 1861 e 2011                               |
|                                                                                   |
| Fonte: Istituto Nazionale di Statistica (ISTAT) - Elaboração gráfica da Wikipedia |